# East Bennan

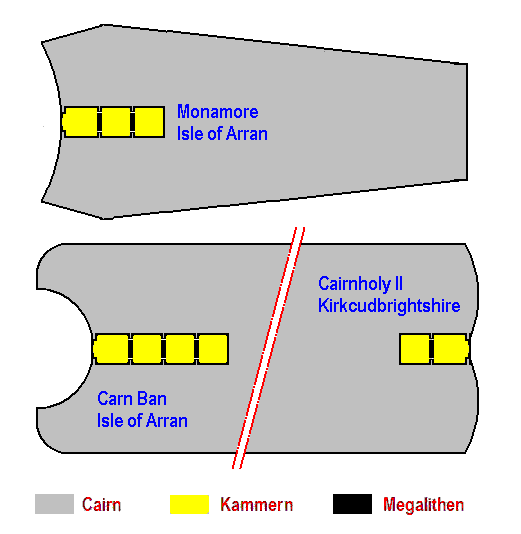
Idealtypische Clyde Tombs – East Bennan entspricht etwa der unteren Darstellung

Die Reste des Clyde Tombs von East Bennan liegen in einem langgestreckten, gehörnten Cairn in einem Feld nahe der Südküste der Isle of Arran in North Ayrshire in Schottland. Megalithanlagen dieses Typs werden in Südwestschottland, besonders im Tal des Clyde gefunden. Sie wurden in der Regel um 3300 v. Chr. erbaut und haben gewöhnlich konkave Vorhöfe mit Fassaden aus Orthostaten und eine lineare Anordnung der Kammern im Hügel.
Der Steinhügel ist reduziert worden, aber die Steine der Kammer und der halbrunde Vorplatz sind deutlich erkennbar. In dem langen Cairn, dessen Plan John Alexander Balfour 1910 im „The book of Arran“ veröffentlichte, sind zwei sekundäre Kammern angelegt worden. Die etwa 6,7 m lange Haupt-Galerie wurde mittels aufrechter Seitensteine in fünf Kammern unterteilt. Die beiden Portalsteine in der Mitte stehen nur etwa 0,15 m auseinander, so dass es möglich ist, dass sie eine späte Ergänzung sind, um den Zugang zu blockieren. 
Etwa gleich weit entfernt liegen die Cairns von Baile Meadhonach im Norden und Torrylin im Westen.